# Ojo de Agua, Ocampo
Ojo de Agua är en ort i Mexiko.   Den ligger i kommunen Ocampo och delstaten Michoacán de Ocampo, i den södra delen av landet, 130 km väster om huvudstaden Mexico City. Ojo de Agua ligger 2 319 meter över havet och antalet invånare är 334.
Terrängen runt Ojo de Agua är kuperad åt sydväst, men åt nordost är den bergig. Runt Ojo de Agua är det ganska tätbefolkat, med 222 invånare per kvadratkilometer. Närmaste större samhälle är Heróica Zitácuaro, 19,4 km söder om Ojo de Agua. I omgivningarna runt Ojo de Agua växer i huvudsak blandskog.